# Paul von Basse
Paul Hans Otto Fritz von Basse (* 29. Juni 1851 in Kolberg; † 10. Oktober 1919 in Hildesheim) war ein deutscher Verwaltungsbeamter und Gutsbesitzer.

## Leben

### Herkunft und Familie
Paul von Basse wurde geboren als Sohn des preußischen Justizrats und Notars Friedrich Wilhelm Gerhard von Basse aus dem Adelsgeschlecht derer von Basse und der Pauline geb. von der Heyden-Rynsch. Der 1840 preußisch nobilitierte Landrat und Gutsbesitzer Karl von Basse war sein Großvater, der Hofrat und Justizbürgermeister in Unna Jobst Heinrich Wilhelm Basse sein Urgroßvater. Sein jüngerer Bruder war der spätere Vizeadmiral der Kaiserlichen Marine, Max von Basse.
Von Basse heiratete 1890 Luise Anna Bernhardine von Weiler (1862–1893). Der Regierungsbeamte, Politiker und Hochschullehrer Friedrich von Basse war ihr Sohn. Nachdem seine Frau nach der Geburt des Sohnes Friedrich gestorben war, heiratete er Ende 1894 deren Schwester Emilie Pauline von Weiler (1866–1940). Deren Eltern waren der Gutsbesitzer Eduard Ludwig Wilhelm von Weiler und seine Ehefrau Luise Johanne Charlotte.

### Werdegang
Paul von Basse erlangte Ostern 1870 das Abitur am Gymnasium in Dortmund. Anschließend studierte er Rechtswissenschaften an den Universitäten Heidelberg, Bonn, Berlin und Straßburg. In Bonn schloss er sich dem Corps Palatia an, das ihm nach dem Studium 1877 die Corpsschleife verlieh. 1873 bestand er das Gerichtsreferendar-Examen beim Appellationsgericht Hamm und 1879 das Gerichtsassessor-Examen. 1880 wurde er zum Regierungsassessor bei der Regierung in Kassel ernannt. Von 1881 bis 1892 war er Landrat des Kreises Steinfurt und von 1892 bis 1899 des Landkreises Hagen. 1899 wurde er zum Oberregierungsrat befördert und zum Abteilungsdirigenten bei der Regierung in Marienwerder ernannt. 1902 wechselte er als Oberregierungsrat und Vertreter des Präsidenten zur Regierung in Hildesheim. 
Basse war Besitzer des 42 Hektar großen Strohbeckhofes. Er war Premier-Leutnant der Landwehr-Kavallerie. Am Deutsch-Französischen Krieg hatte er als Einjährig-Freiwilliger im 1. Westfälischen Husarenregiment Nr. 8 teilgenommen. 

## Auszeichnungen
- Roter Adlerorden 3. Klasse mit der Schleife
- Königlicher Kronen-Orden 3. Klasse
- Eisernes Kreuz II. Klasse am weiß-schwarzen Band
- Landwehrdienstauszeichnung 2. Klasse
- Johanniterorden